# ديمتري ايفانوف (لاعب كرة قدم مواليد 1987)
ديمتري ايفانوف هو لاعب كرة قدم روسي في مركز الهجوم، ولد في 6 مارس 1987 في فلاديفوستوك في روسيا. لعب مع لوخ إينيرجيا فلاديفوستوك.